# 東川口站
東川口站（日语：／ Higashi-Kawaguchi eki */?）是位於日本埼玉縣川口市，屬於東日本旅客鐵道（JR東日本）和埼玉高速鐵道的鐵路車站。JR東日本的車站編號是「JM 23」、埼玉高速鐵道是「SR 25」。
JR東日本的武藏野線與埼玉高速鐵道的埼玉球場線皆在此站停靠，為互相轉乘站。

## 車站構造

### JR東日本
島式月台1面2線的高架車站。車站本體的施工是由飛島建設負責。設有綠窗口（營業時間 7:00 - 19:00）、指定席售票機（營業時間 5:30 - 23:50）、自動閘機。

#### 月台配置
| 月台 | 路線     | 方向 | 目的地                         |
| ---- | -------- | ---- | ------------------------------ |
| 1    | 武藏野線 | 上行 | 南浦和、西國分寺、府中本町方向 |
| 2    | 武藏野線 | 下行 | 南越谷、西船橋、東京方向       |

（來源：JR東日本:車站構內圖 （页面存档备份，存于））

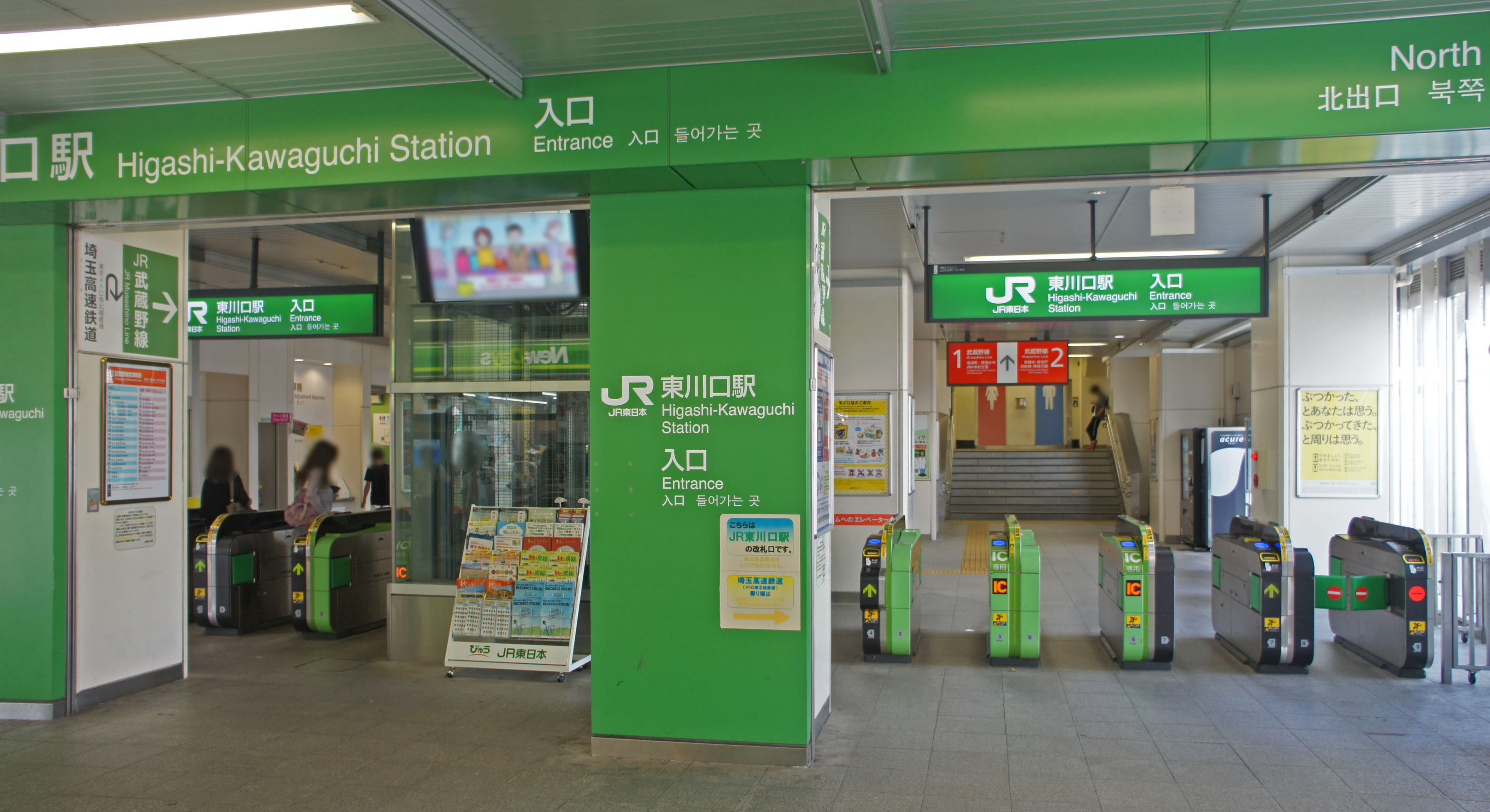
閘口（2019年9月）
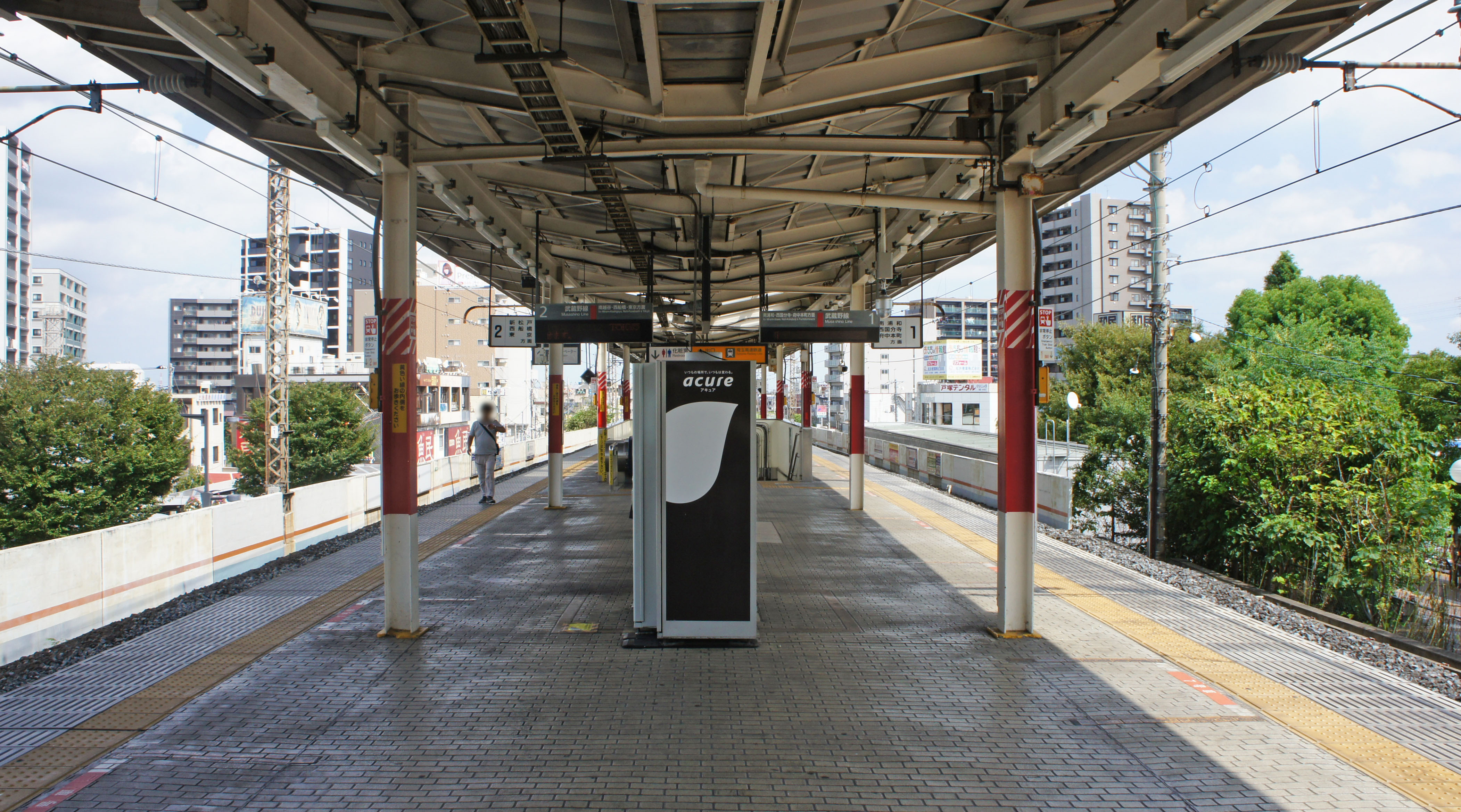
月台（2019年9月）

### 埼玉高速鐵道
島式月台1面2線的地下車站。設有月台閘門、自動閘機。
截至2017年，除了與東京地下鐵南北線進行直通運行的赤羽岩淵站以外，此站是埼玉球場線內現時唯一的轉乘站。車站顏色是橙色。

#### 月台配置
| 月台 | 路線       | 方向 | 目的地                   |
| ---- | ---------- | ---- | ------------------------ |
| 1    | 埼玉球場線 | 下行 | 浦和美園方向             |
| 2    | 埼玉球場線 | 上行 | 赤羽岩淵、目黑、日吉方向 |

（來源：埼玉高速鐵道:車站構內圖 （页面存档备份，存于））

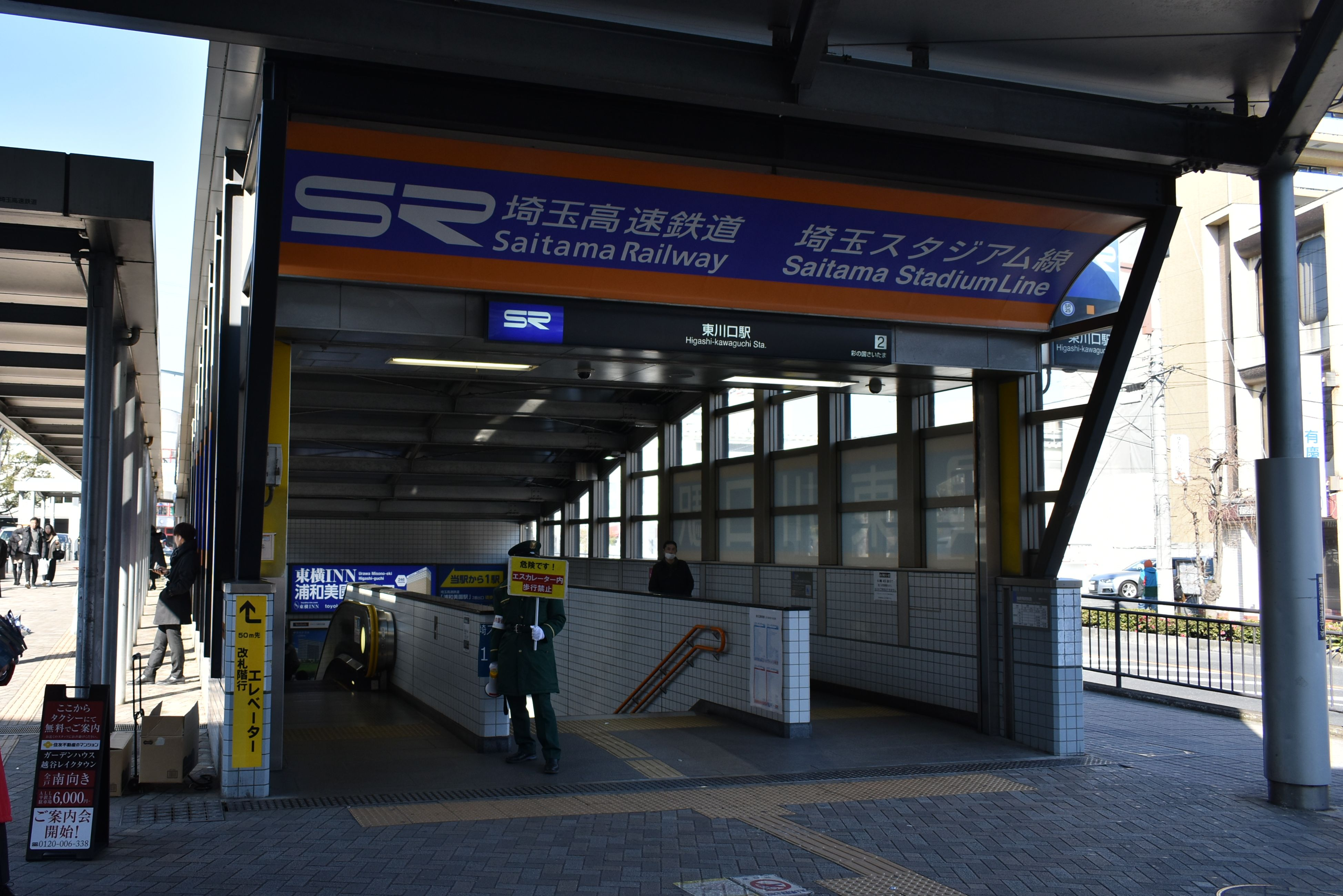
車站入口（2020年1月13日攝）
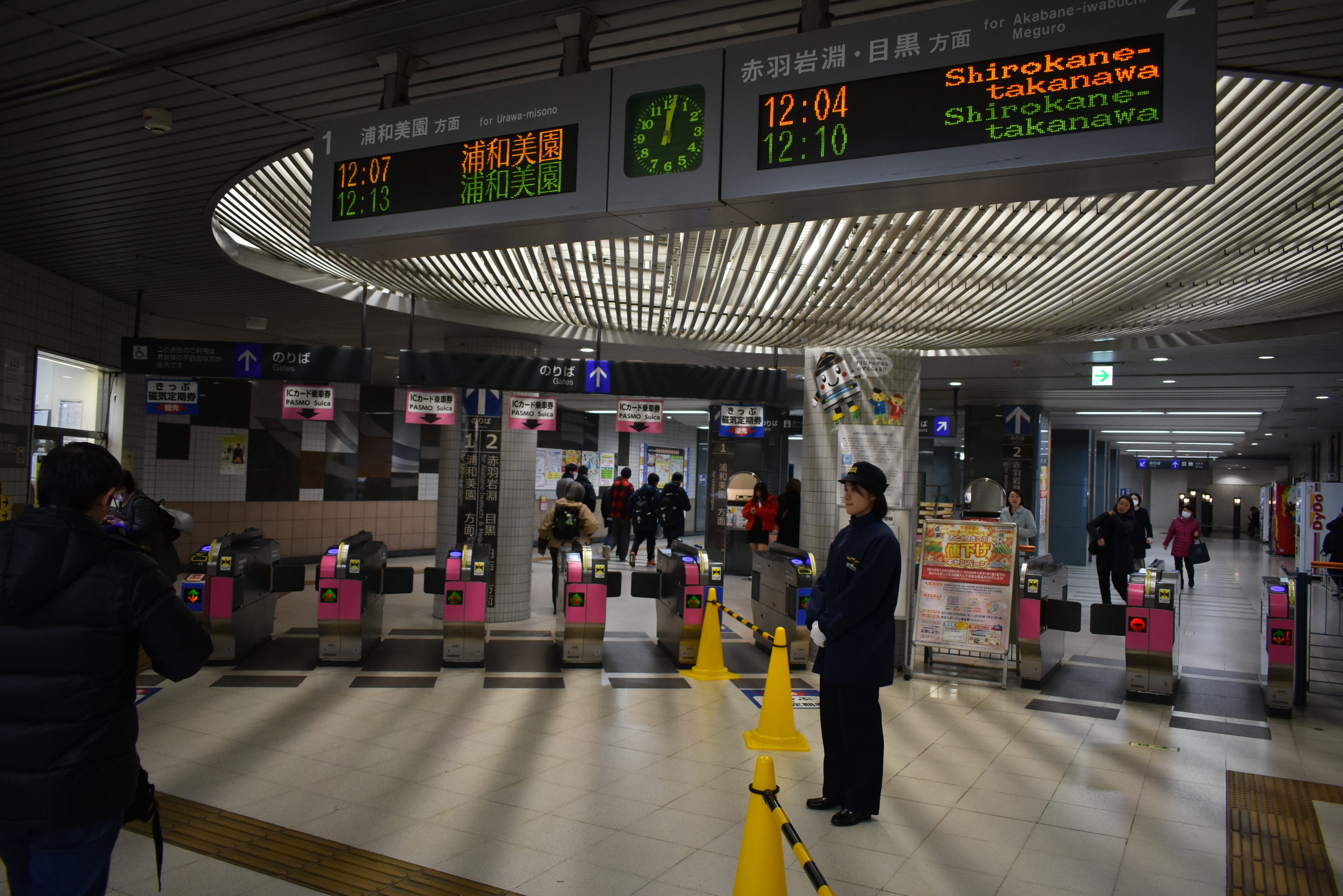
閘口（2020年1月13日攝）
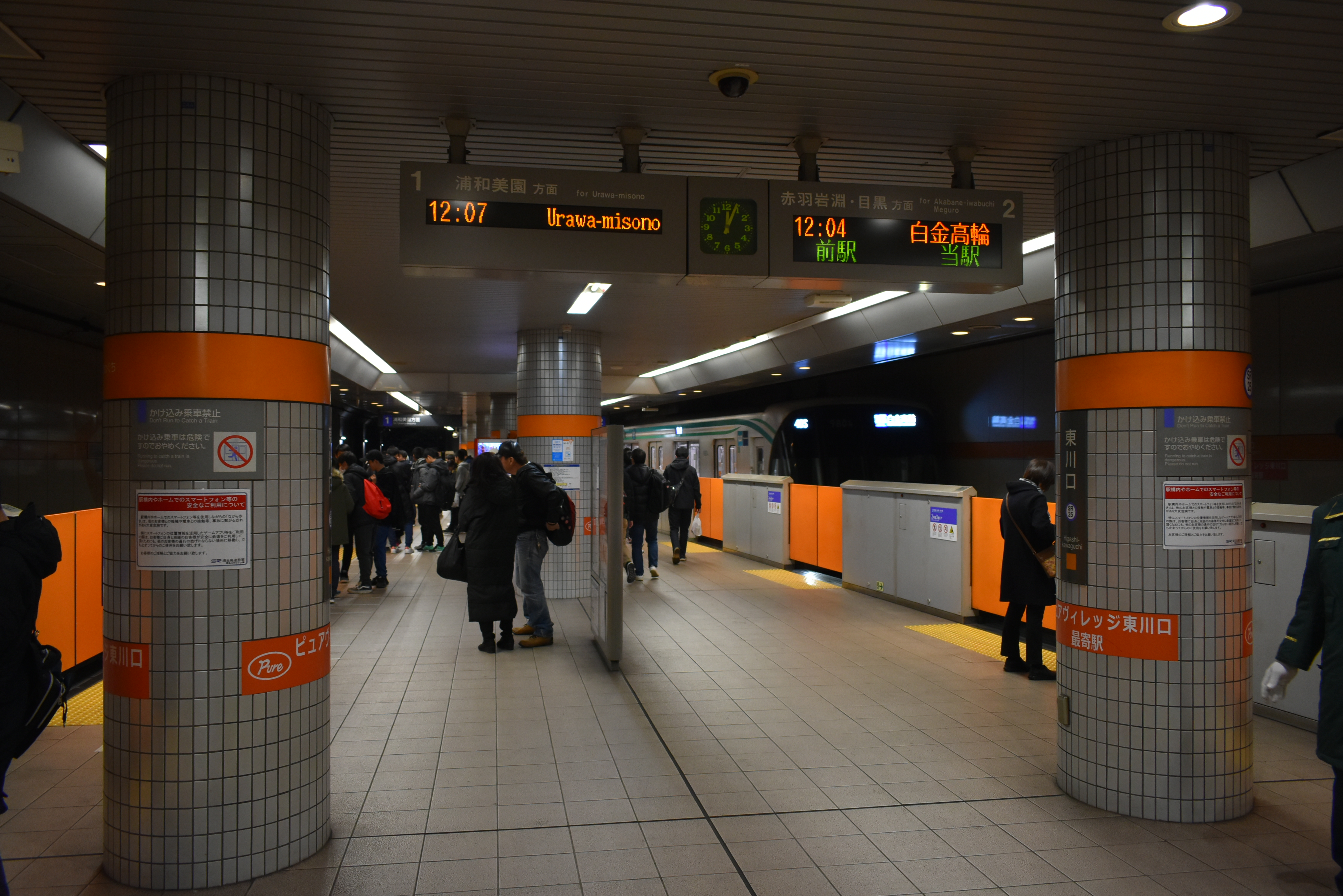
月台（2020年1月13日攝）

## 利用狀況
- JR東日本 - 2019年度的一日平均上車人次為36,918人[利用客数 1]，在武藏野線內25個車站當中排行第8位。使用人數有增加傾向，2012年度突破30,000人。
- 埼玉高速鐵道 - 2016年度的一日平均上車人次為15,225人[利用客数 2]。此站是埼玉高速鐵道線的中途站當中上車人次最多的，該公司的車站僅次於赤羽岩淵站排行第2位。

### 各年度一日平均上車人次（1980年－2000年）
近年的一日平均上車人次的推移如下表。
| 年度               | 國鐵 / JR東日本 | 埼玉高速鐵道 | 來源             |
| ------------------ | --------------- | ------------ | ---------------- |
| 1980年（昭和55年） | 4,676           | 未 開 業     |                  |
| 1981年（昭和56年） | 5,545           | 未 開 業     |                  |
| 1982年（昭和57年） | 5,527           | 未 開 業     |                  |
| 1983年（昭和58年） | 6,555           | 未 開 業     |                  |
| 1984年（昭和59年） | 6,958           | 未 開 業     |                  |
| 1985年（昭和60年） | 7,995           | 未 開 業     |                  |
| 1986年（昭和61年） | 8,995           | 未 開 業     |                  |
| 1987年（昭和62年） | 10,157          | 未 開 業     |                  |
| 1988年（昭和63年） | 13,241          | 未 開 業     |                  |
| 1989年（平成元年） | 15,104          | 未 開 業     |                  |
| 1990年（平成02年） | 17,119          | 未 開 業     |                  |
| 1991年（平成03年） | 18,796          | 未 開 業     |                  |
| 1992年（平成04年） | 20,489          | 未 開 業     |                  |
| 1993年（平成05年） | 21,479          | 未 開 業     |                  |
| 1994年（平成06年） | 22,318          | 未 開 業     |                  |
| 1995年（平成07年） | 22,994          | 未 開 業     |                  |
| 1996年（平成08年） | 23,419          | 未 開 業     |                  |
| 1997年（平成09年） | 23,582          | 未 開 業     |                  |
| 1998年（平成10年） | 23,681          | 未 開 業     |                  |
| 1999年（平成11年） | 23,885          | 未 開 業     | [ 埼玉県統計 1 ] |
| 2000年（平成12年） | 24,474          | [ 備考 1 ]   | [ 埼玉県統計 2 ] |

### 各年度一日平均上車人次（2001年－）
| 年度               | JR東日本 | JR東日本 | JR東日本 | 埼玉高速鐵道 | 來源              |
| 年度               | 定期外   | 定期     | 合計     | 埼玉高速鐵道 | 來源              |
| ------------------ | -------- | -------- | -------- | ------------ | ----------------- |
| 2001年（平成13年） | 7,181    | 16,939   | 24,121   | 8,501        | [ 埼玉県統計 3 ]  |
| 2002年（平成14年） | 7,598    | 16,607   | 24,206   | 9,146        | [ 埼玉県統計 4 ]  |
| 2003年（平成15年） | 8,007    | 16,621   | 24,629   | 9,602        | [ 埼玉県統計 5 ]  |
| 2004年（平成16年） | 8,282    | 16,859   | 25,141   | 10,253       | [ 埼玉県統計 6 ]  |
| 2005年（平成17年） | 8,758    | 17,227   | 25,806   | 10,799       | [ 埼玉県統計 7 ]  |
| 2006年（平成18年） | 9,281    | 18,271   | 27,553   | 12,149       | [ 埼玉県統計 8 ]  |
| 2007年（平成19年） | 9,507    | 18,726   | 28,233   | 12,313       | [ 埼玉県統計 9 ]  |
| 2008年（平成20年） | 9,632    | 19,211   | 28,844   | 12,573       | [ 埼玉県統計 10 ] |
| 2009年（平成21年） | 9,363    | 19,562   | 28,926   | 12,319       | [ 埼玉県統計 11 ] |
| 2010年（平成22年） | 9,217    | 20,046   | 29,263   | 12,344       | [ 埼玉県統計 12 ] |
| 2011年（平成23年） | 9,438    | 20,227   | 29,665   | 12,174       | [ 埼玉県統計 13 ] |
| 2012年（平成24年） | 9,829    | 21,202   | 31,032   | 12,745       | [ 埼玉県統計 14 ] |
| 2013年（平成25年） | 10,125   | 22,321   | 32,447   | 13,385       | [ 埼玉県統計 15 ] |
| 2014年（平成26年） | 10,535   | 22,530   | 33,065   | 13,857       | [ 埼玉県統計 16 ] |
| 2015年（平成27年） | 11,076   | 23,433   | 34,509   | 14,639       | [ 埼玉県統計 17 ] |
| 2016年（平成28年） | 11,230   | 23,724   | 34,954   | 15,225       | [ 埼玉県統計 18 ] |
| 2017年（平成29年） | 11,552   | 24,197   | 35,749   | 15,799       | [ 埼玉県統計 19 ] |
| 2018年（平成30年） | 11,747   | 24,876   | 36,623   | 16,493       | [ 埼玉県統計 20 ] |
| 2019年（令和元年） | 11,758   | 25,159   | 36,918   | 16,934       |                   |

備註
1. ↑  2001年3月28日開業。

## 相鄰車站
東日本旅客鐵道（JR東日本）
 武藏野線
南越谷（JM 22）－東川口（JM 23）－東浦和（JM 24）
 埼玉高速鐵道
 埼玉球場線
戶塚安行（SR 24）－東川口（SR 25）－浦和美園（SR 26）

## 延伸閱讀
- 三好好三; 垣本泰宏. . JTBパブリッシング. 2010-02-01.

## 外部連結
- 車站資訊（東川口）：東日本旅客鐵道
- 東川口站 （页面存档备份，存于） - 埼玉高速鐵道